# 池田村 (岐阜県可児郡)
池田村（いけだむら）は、かつて岐阜県可児郡にあった村。1944年2月11日、同郡小泉村と共に多治見市に編入された。
1662年（寛文2年）に設置された旧下街道の宿場町「池田町屋」を中心とした村であった。

## 地理
岐阜県の東部、可児郡の最南端に位置した。村の西部は愛知県、東部は多治見市、北部は小泉村、南部は市之倉村と接していた。旧村域は現在の多治見市池田町を含む市西部地域にあたる。
- 山：弥勒山、道樹山
- 川：土岐川、辛沢川
- 峠：内津峠

## 歴史
- 1874年（明治7年）9月 - 小木村が分立し南小木村と北小木村になる。
- 1875年（明治8年）6月
  - 池田町屋村と中ノ郷村が合併し田中村となる。
  - 三之倉村と南小木村が合併し諏訪村となる。
- 1885年（明治18年）11月25日 - 田中村が分立し池田町屋村、中ノ郷村となる。
- 1889年（明治22年）7月 - 池田町屋村、諏訪村、廿原村が合併し池田村となる。
- 1944年（昭和19年）2月11日 - 多治見市に編入。

## 教育
- 池田国民学校（現多治見市立池田小学校）

## 交通
鉄道
- 日本国有鉄道中央本線
  - 池田信号場（現古虎渓駅）

道路
- 県道中津・名古屋線（旧下街道、現国道19号）